# Майзас
Майза́с (рос. Майзас) — селище у складі Міждуріченського міського округу Кемеровської області, Росія.

## Населення
Населення — 623 особи (2010; 816 у 2002).
Національний склад (станом на 2002 рік):
- росіяни — 85 %